# Ranunculus kunmingensis
Ranunculus kunmingensis W.T. Wang – gatunek rośliny z rodziny jaskrowatych (Ranunculaceae Juss.). Występuje endemicznie w Chinach – w Junnanie, południowo-zachodnim Syczuanie oraz zachodniej części Guizhou. 

## Morfologia
PokrójBylina ryzomowa o lekko owłosionych pędach. Dorasta do 20–45 cm wysokości.
LiścieSą trójdzielne. Mają pięciokątny kształt. Mierzą 1,5–4 cm długości oraz 2–4,5 cm szerokości. Nasada liścia ma ucięty kształt. Ogonek liściowy jest nagi i ma 4–12,5 cm długości.
KwiatySą zebrane po 2–5 w wierzchotek jednoramiennych. Pojawiają się na szczytach pędów. Mają żółtą barwę. Dorastają do 13–18 mm średnicy. Mają 5 eliptycznych działek kielicha, które dorastają do 3–5 mm długości. Mają 7 owalnych płatków o długości 7–10 mm.
OwoceNagie niełupki o owalnym kształcie i długości 2 mm. Tworzą owoc zbiorowy – wieloniełupkę o prawie kulistym kształcie i dorastającą do 4 mm długości.

## Biologia i ekologia
Rośnie na łąkach. Występuje na wysokości od 1500 do 2700 m n.p.m.